# Maria Stuart (1453-1488)
Maria Stuart, signora di Hamilton (Stirling, 13 maggio 1453 – maggio 1488), è stata una principessa scozzese.

## Biografia
Maria nacque al castello di Stirling, in Scozia, il 13 maggio 1453, figlia maggiore del re Giacomo II di Scozia e di Maria di Gheldria. Aveva quattro fratelli, tra cui Giacomo, che sarebbe salito al trono scozzese come Giacomo III nel 1460, dopo la morte accidentale del padre a causa dell'esplosione di un cannone. La sorella più giovane, Margherita, in seguito divenne l'amante di William Crichton, terzo signore di Auchingoul, da cui ebbe una figlia illegittima, Margaret, contessa di Rothes. La madre di Maria morì nel 1463, lasciandola orfana all'età di dieci anni.
I suoi nonni paterni erano il re Giacomo I di Scozia e Giovanna Beaufort, e i suoi nonni materni erano Arnold, duca di Gheldria, e Caterina di Cleves, figlia di Adolfo IV, duca di Cleves e di Maria di Borgogna.

## Matrimoni

### Primo matrimonio
Maria sposò in prime nozze, Thomas Boyd il 26 aprile 1467 quando aveva quasi quattordici anni. Le venne data in dote l'isola di Arran e il marito venne successivamente creato conte di Arran e fu anche nominato gran ciambellano di Scozia a vita. Nel 1469 il marito fece parte della scorta del re Giacomo, futuro consorte della principessa Margherita dalla Danimarca alla Scozia, ma durante la sua assenza i suoi nemici lo accusarono di tradimento. Maria, avendo saputo che il marito era stato convocato davanti al re e al Parlamento per rispondere alle accuse, andò al porto di Leith per avvertirlo e si recò con lui in Danimarca. Il 22 novembre 1469 la corona confiscò il loro titolo, onori e beni. In seguito tornò in Scozia, nel tentativo di scagionare il marito da tutte le accuse mosse contro di lui. Al suo arrivo in Scozia, il re l' tenne prigioniera in custodia cautelare a Kilmarnock fino a quando il suo matrimonio non fu dichiarato annullato, nel 1473.
La coppia ebbe due figli:
- Margaret Boyd (1468-1516), sposò in prime nozze, Alexander Forbes, quarto signore di Forbes, e in seconde nozze sir David Kennedy, primo conte di Cassilis, senza avere figli da nessuno dei due matrimoni;
- James Boyd, secondo signore Boyd di Kilmarnock (1469-1484).

### Secondo matrimonio
Nei primi mesi del 1474, Maria sposò in seconde nozze, come suo secondo marito, James Hamilton, primo lord Hamilton, che aveva quasi quaranta anni più di lei. Ricevettero per il matrimonio una dispensa papale, il 26 aprile 1476, legittimando così i due bambini già nati dalla loro unione. La coppia ebbe in tutto tre figli:
- James Hamilton, primo conte di Arran (1475-1529), sposò nel 1490 in prime nozze Elizabeth Home dalla quale ebbe due figlie. La coppia divorziò nel 1504 e James Hamilton posò in seconde nozze nel 1516, Janet Bethune, figlia di sir David Bethune, primo creich, e di Janet Duddlingston, dalla quale ebbe tre figli, tra cui il suo erede, James Hamilton, secondo conte di Arran e duca di Châtellerault; é un antenato di Sarah Ferguson.
- Elizabeth (morta dopo l'aprile 1531), sposò il 9 aprile 1494 Matthew Stewart, secondo conte di Lennox, ebbero figli;
- Robert, signore d'Aubigny (morto nel 1543).

## Morte
Maria morì nel maggio 1488.

## Ascendenza
|                      |                       |                                    | Genitori                                   |  |  | Nonni |  |  | Bisnonni              |  |  | Trisnonni            |  |
|                      |                       |                                    |                                            |  |  |       |  |  | Roberto III di Scozia |  |  | Roberto II di Scozia |  |
|                      |                       |                                    |                                            |  |  |       |  |  | Roberto III di Scozia |  |  | Roberto II di Scozia |  |
|                      |                       | Elizabeth Mure                     |                                            |  |  |       |  |  | Roberto III di Scozia |  |  |                      |  |
| Giacomo I di Scozia  |                       |                                    |                                            |  |  |       |  |  | Roberto III di Scozia |  |  |                      |  |
|                      |                       | Annabella Drummond                 | John Drummond di Lennox                    |  |  |       |  |  |                       |  |  |                      |  |
|                      |                       | Annabella Drummond                 | John Drummond di Lennox                    |  |  |       |  |  |                       |  |  |                      |  |
|                      |                       | Annabella Drummond                 | Mary di Montifex                           |  |  |       |  |  |                       |  |  |                      |  |
| Giacomo II di Scozia |                       | Annabella Drummond                 |                                            |  |  |       |  |  |                       |  |  |                      |  |
|                      |                       | John Beaufort, I conte di Somerset | Giovanni Plantageneto, I duca di Lancaster |  |  |       |  |  |                       |  |  |                      |  |
|                      |                       | John Beaufort, I conte di Somerset | Giovanni Plantageneto, I duca di Lancaster |  |  |       |  |  |                       |  |  |                      |  |
|                      |                       | John Beaufort, I conte di Somerset | Katherine Swynford                         |  |  |       |  |  |                       |  |  |                      |  |
| Giovanna Beaufort    |                       | John Beaufort, I conte di Somerset |                                            |  |  |       |  |  |                       |  |  |                      |  |
|                      |                       | Margaret Holland                   | Thomas Holland, II conte di Kent           |  |  |       |  |  |                       |  |  |                      |  |
|                      |                       | Margaret Holland                   | Thomas Holland, II conte di Kent           |  |  |       |  |  |                       |  |  |                      |  |
|                      |                       | Margaret Holland                   | Alice FitzAlan                             |  |  |       |  |  |                       |  |  |                      |  |
| Maria Stuart         |                       | Margaret Holland                   |                                            |  |  |       |  |  |                       |  |  |                      |  |
|                      | Giovanni II di Egmond | Arnold, Signore di Egmond          |                                            |  |  |       |  |  |                       |  |  |                      |  |
|                      | Giovanni II di Egmond | Arnold, Signore di Egmond          |                                            |  |  |       |  |  |                       |  |  |                      |  |
|                      | Giovanni II di Egmond | Jolanthe di Leiningen              |                                            |  |  |       |  |  |                       |  |  |                      |  |
| Arnoldo di Egmond    | Giovanni II di Egmond |                                    |                                            |  |  |       |  |  |                       |  |  |                      |  |
|                      |                       | Maria Van Arkel                    | Johan V, Signore di Arkel                  |  |  |       |  |  |                       |  |  |                      |  |
|                      |                       | Maria Van Arkel                    | Johan V, Signore di Arkel                  |  |  |       |  |  |                       |  |  |                      |  |
|                      |                       | Maria Van Arkel                    | Joanna di Jülich                           |  |  |       |  |  |                       |  |  |                      |  |
| Maria di Gheldria    |                       | Maria Van Arkel                    |                                            |  |  |       |  |  |                       |  |  |                      |  |
|                      |                       | Adolfo I di Kleve                  | Adolfo III di Mark                         |  |  |       |  |  |                       |  |  |                      |  |
|                      |                       | Adolfo I di Kleve                  | Adolfo III di Mark                         |  |  |       |  |  |                       |  |  |                      |  |
|                      |                       | Adolfo I di Kleve                  | Margaretha di Jülich                       |  |  |       |  |  |                       |  |  |                      |  |
| Caterina di Kleve    |                       | Adolfo I di Kleve                  |                                            |  |  |       |  |  |                       |  |  |                      |  |
|                      |                       | Marie di Borgogna                  | Giovanni di Borgogna                       |  |  |       |  |  |                       |  |  |                      |  |
|                      |                       | Marie di Borgogna                  | Giovanni di Borgogna                       |  |  |       |  |  |                       |  |  |                      |  |
|                      |                       | Marie di Borgogna                  | Margherita di Baviera                      |  |  |       |  |  |                       |  |  |                      |  |
|                      |                       | Marie di Borgogna                  |                                            |  |  |       |  |  |                       |  |  |                      |  |

| Controllo di autorità | VIAF (EN) 160049978 · CERL cnp01276249 · GND (DE) 14275286X |